# Virus (jeu vidéo)
Pour les articles homonymes, voir Virus (homonymie).
Virus (sous-titré It Is Aware) est un jeu vidéo d'action développé et édité par Cryo Interactive et sorti en 1999 sur la console PlayStation. Il s'agit de l'adaptation en jeu vidéo du film du même nom sorti la même année, qui adaptait lui-même à l'écran un comic de Chuck Pfarrer et Howard Cobb publié par Dark Horse Comics en 1992.

## Synopsis
Le jeu se déroule à l'époque contemporaine du film (1999), à bord d'un navire scientifique. Une entité extra-terrestre, arrivée sur Terre sous la forme d'un arc électrique en utilisant une communication entre le navire et la station spatiale MIR, prend possession des membres de l'équipage et les change en entités zombies mi-organiques, mi-mécaniques. Le joueur incarne Joan Averil, une spécialiste en criminologie qui tente d'arrêter la propagation de l'entité.

## Principe du jeu
Virus est essentiellement un jeu d'action à la Tomb Raider, du type jeu de tir à la troisième personne : le joueur guide son personnage, filmé à la troisième personne (par défaut la caméra est placée derrière Joan, mais il est possible de changer d'angle de vue), à travers onze niveaux dans lesquels elle affronte une quarantaine de types de créatures hostiles à l'aide de neuf armes différentes ; le jeu contient cinq boss de fin de niveau.

## Réception
Le jeu reçoit de mauvaises critiques à sa sortie. Le magazine Consoles + lui donne un 5 sur 10, tandis que Joypad et PlayStation Magazine lui décernent un 1 sur 10. Dans son test de la version bêta du jeu sur Jeuxvideo.com en juillet 1999, Kornifex attribue au jeu la note de 8 sur 20, en lui reprochant essentiellement la très mauvaise maniabilité du personnage, la laideur des graphismes (à l'exception de la scène cinématique d'introduction) et la mauvaise musique ; le jeu lui paraît avoir été bâclé. Quelques années après, Virus a également fait l'objet d'une critique dans l'émission du Joueur du Grenier en juin 2010, lequel note les mêmes défauts.